# ヌビア

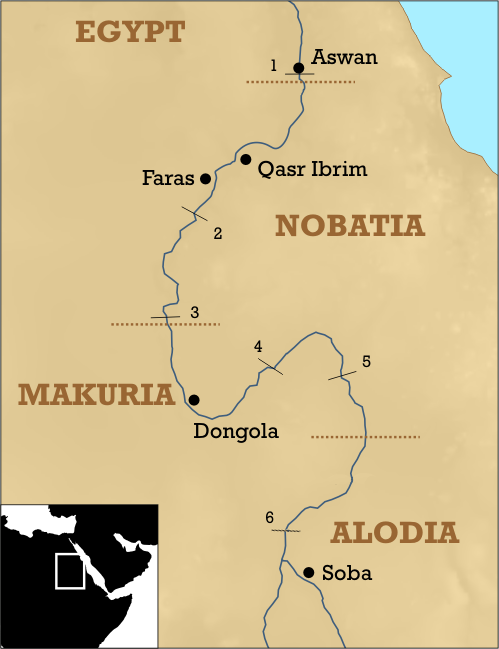
ヌビア

ヌビア (Nubia) は、エジプト南部アスワンあたりからスーダンにかけての地方の名称。古代エジプト語のヌブ（金）から古代ギリシア・ローマ人がそう呼んだのが始まり。アラビア語ではヌーバ。ヌビア語はレプシウスにより「黒人との混血」、ライニシュにより「原ハム語」、ヴェステルマンにより「スーダン系」とされてきたが、グリーンバーグ以降ナイル・サハラ語族の東スーダン語派とされている。
もともとエジプトとヌビアは同一の祖先から別れた国であった。ヌビアは古代から金や鉄、銅などの鉱物資源に恵まれ、エジプトにとって重要な役割を担ってきた。現在では本来の文化や風貌など、古代以降にギリシャ人・ローマ人の移民が流入し続けたエジプトとは異なる独自性を残している。中世以降アラブ・イスラム帝国の隆盛により現代ヌビア人はかなりにおいて「アラブ系」に同化している。現在は北部の一部がエジプト領、残りはスーダン共和国領である。
ヌビア遺跡群は1979年に世界遺産に登録された。
ロッシーニのオペラ「リッチャルドとゾライデ」が中世十字軍時代のヌビア地方の中心地ドンゴラを舞台とした物語となっている。

## 歴史
- 前26世紀 - ナパタ（英語版）（ゲベル・バルカル）を都とする王国が成立
- 前1070世〜 - クシュ王国成立
- 前590年 - 都をメロエに移す
- 7世紀半ば以降 - イスラム勢力の下に入る
- 19世紀以降 - エジプトのムハンマド・アリー朝下に入る

## 脚註
1. ↑  Nancy C. Dorian, Investigating Obsolescence: Studies in Language Contraction and Death, p.91, Cambridge University Press, 1992.